# Валькова
Валькова — деревня в Кудымкарском районе Пермского края. Входила в состав Верх-Иньвенского сельского поселения. Располагается западнее от города Кудымкара. Расстояние до районного центра составляет 40 км. По данным Всероссийской переписи населения 2010 года, в деревне проживало 20 человек (10 мужчин и 10 женщин).

## История
По данным на 1 июля 1963 года, в деревне проживало 92 человека. Населённый пункт входил в состав Вежайского сельсовета.